# Grotte de Bruniquel
Pour les articles homonymes, voir Bruniquel (homonymie).
Ne pas confondre avec la grotte de Mayrière supérieure, également sur la commune de Bruniquel
Ne pas confondre avec les abris de Bruniquel, également sur la commune de Bruniquel
La grotte de Bruniquel, à Bruniquel, Tarn-et-Garonne, France, a livré des traces d'activité humaine en milieu souterrain datant de 176 500 ans AP. Elle a été occupée par l'homme de Néandertal qui y a construit une structure composée de près de 400 morceaux de stalagmites juxtaposés, alignés et superposés,.
Ces structures constituent en l'état actuel des recherches (2017) la plus ancienne construction humaine connue au monde.
La grotte est fermée au public pour études scientifiques. À défaut, il est possible de visiter la salle consacrée à cette cavité aux châteaux de Bruniquel.

## Découverte et description
L'inventeur de la cavité est Bruno Kowalczewski, spéléologue qui découvre en février 1990, en surplomb de l'Aveyron, l'entrée d'une grotte de la taille d'un terrier de lapin, qu'il désobstrue sur une période de plus de deux ans, pour tomber sur une vaste galerie habitée jadis par des ours bruns qui y ont laissé leurs traces. Elle est ensuite explorée et protégée par la Société spéléo-archéologique de Caussade (SSAC).

### Géologie
La cavité se développe dans les calcaires dolomitisés du Bajocien au Jurassique.

### Spéléométrie
Le développement est d'environ 500 m, sous la forme d'une galerie ponctuée de salles plus vastes.

## Étude de la grotte

### Une grotte occupée par les ours et les hommes
Elle livre une quarantaine de bauges d'ours et de nombreux ossements d'animaux (chevaux, bisons, cerfs) qui y ont été nécessairement introduits par l'homme.

### Première étude
L'étude est menée par Michel Soulier, alors président de la SSAC, et par François Rouzaud, spéléologue et conservateur en chef du patrimoine à la Direction régionale des affaires culturelles de la région Midi-Pyrénées. En 1992 et 1993, ils prospectent l'ensemble de la grotte et procèdent notamment au relevé de structures faites de tronçons de stalagmites. En 1995, ils font dater par le carbone 14 un morceau d'os brûlé trouvé sur la structure : le carbone 14 n'est plus décelable, ce qui indique un âge supérieur à 47 600 ans. Les travaux sont interrompus à la mort de François Rouzaud en 1999.

### Nouvelles études
Sophie Verheyden, chercheuse à l'Institut royal des sciences naturelles de Belgique, visite la grotte en 2011, poussée par la curiosité après avoir examiné certaines des photographies de la grotte exposées aux châteaux de Bruniquel. Elle contacte alors Dominique Genty, chercheur au CNRS au Laboratoire des Sciences du climat et de l'environnement (LSCE, CEA-CNRS-UVSQ, Saclay, France), spécialiste des concrétions, qui connaissait l'existence et l'intérêt de cette structure. Il la met en contact avec Jacques Jaubert pour envisager une opération archéologique et pour dater la structure par la méthode uranium-thorium, avec Michel Soulier, mandaté et autorisé par les propriétaires. Deux campagnes de relevés et prélèvements se déroulent aux printemps 2014 et 2015, sous la direction de Jacques Jaubert et Sophie Verheyden. Elles aboutissent aux résultats publiés dans Nature en 2016 : les structures ont été réalisées il y a près de 180 000 ans.

## Spéléofacts

### Une structure organisée
Dans l'une des salles de la grotte, à 336 mètres de l'entrée, une construction formée par des groupements de concrétions (morceaux de stalagmites) a été découverte sur le sol de la cavité. Constituée d'une grande structure annulaire (6,7 × 4,5 m) et d'une autre plus petite (2,2 × 2,1 m), c'est la première construction connue à base de stalagmites. Elle est composée de 399 morceaux qui, mis bout à bout, auraient une longueur de 112 mètres pour une masse totale d'environ 2,2 tonnes. Les tronçons utilisés, qualifiés de « spéléofacts », ont été calibrés (ceux de la plus grande structure ont des tailles similaires et sont plus grands que ceux de la petite) et ordonnés en rangs superposés (jusqu'à quatre). Certains éléments plus courts ont servi d'étais ou de cales. 
Dix-huit points de combustion ont également été identifiés, repérés par l'altération de la calcite (rougie ou noircie par la suie, ou éclatée par la chaleur) et/ou par des vestiges de combustible dont des os calcinés (notamment le fragment de radius d'ours partiellement calciné dont on avait tenté la datation en 1995). La disposition des structures de combustion suggère qu'elles ont servi à l'éclairage.

### Datations
Les spéléofacts sont surmontés de petites stalagmites ayant poussé sur les fragments constituant les structures annulaires. La calcite au-dessus et au-dessous du contact entre un spéléofact et la calcite de ces petites stalagmites a été prélevée en quatorze points différents et datée par la méthode uranium-thorium, ce qui a permis d'évaluer l'âge de ces constructions à 176 500 ± 2 000 ans. Cet âge a ensuite été confirmé par la datation de la couche de calcite recouvrant un fragment d'os brûlé trouvé au sein d'une des structures démontrant définitivement la présence humaine à cet endroit.

## Une œuvre de l'homme de Néandertal
L'âge minimum obtenu en 1995 pour l'os d'ours calciné, soit plus de 47 600 ans, suggérait déjà que la construction soit l’œuvre de l'homme de Néandertal, car cet âge est nettement plus ancien que celui de l'arrivée des premiers hommes modernes dans la région. Mais cette suggestion suscitait en 1995 le scepticisme, pouvant correspondre aux derniers Néandertaliens (Homo neanderthalensis) ou aux tout premiers hommes modernes (Homo sapiens) arrivés en Europe occidentale. De plus, l'os d'ours, certes collecté à l'entrée de la grotte et brûlé par les constructeurs, aurait aussi pu être de beaucoup antérieur aux spéléofacts.
L'âge des spéléofacts, obtenu par datation de la calcite, soit presque 180 000 ans, lève les derniers doutes de l'attribution de cet agencement en milieu souterrain profond à des Néandertaliens. Ceux-ci maîtrisaient donc l'éclairage et son entretien, et la conception et la réalisation de structures sophistiquées. Plus encore, ils s'étaient déjà approprié le monde souterrain, presque 130 000 ans avant les hommes du Paléolithique supérieur (à l'exemple de la grotte Chauvet dont la première occupation est de 37 000 à 33 500 ans AP).
Cette structure organisée suggère que l'homme de Neanderthal  avait dès cette époque un niveau d'organisation sociale plus complexe que ce que l'on pensait auparavant. En l'absence de traces d'autres activités humaines sur ce site, la destination et la signification des structures annulaires restent inconnues.